# Ciciliano
Ciciliano ist eine italienische Gemeinde in der Metropolitanstadt Rom in der Region Latium mit 1253 Einwohnern (Stand 31. Dezember 2023). Sie liegt 53 Kilometer östlich von Rom.

## Geografie
Ciciliano liegt auf einem Bergrücken der Monti Prenestini östlich von Tivoli. Es ist Mitglied der Comunità Montana Monti Sabini e Tiburtini.

## Bevölkerungsentwicklung
| Jahr      | 1881 | 1901 | 1921 | 1936 | 1951 | 1971 | 1991 | 2001 |
| --------- | ---- | ---- | ---- | ---- | ---- | ---- | ---- | ---- |
| Einwohner | 1434 | 1580 | 1757 | 1729 | 1469 | 1033 | 1073 | 1133 |

Quelle: ISTAT

## Politik
Massimiliano Calore (Lista Civica: Idee In Comune) ist seit der Wahl vom 11. Juni 2017 Bürgermeister.